# 太平镇 (南昌市)
太平镇，是中华人民共和国江西省南昌市新建区下辖的一个乡镇级行政单位。

## 行政区划
太平镇下辖以下地区：
太平街社区、团山村、南源村、泮溪村、太平村、南溪村、枫林村、合水分场生活区、红岭分场生活区、中日友谊林场生活区、长岭林场生活区和南门分场生活区。